# Plage de la Ramée
La plage de la Ramée, est une plage de sable noir située à l'ouest de Sainte-Rose, en Guadeloupe.

## Description
La plage de la Ramée, longue de 300 m, se situe à l'ouest de Sainte-Rose, peu après la pointe Caraïbe. À son extrémité ouest se jette la rivière de la Ramée.
Première plage rencontrée après la mangrove en direction de Deshaies, elle est peu accessible et l'effondrement progressif de la falaise qui la longe la fait disparaitre peu à peu. La brèche est relativement fraîche et est formée de blocs de tailles diverses d'une roche dacitoïde violacée.
Un escalier à moitié effondré permet de descendre à la plage mais sa largeur réduite ne la laisse que peu propice au bronzage. De ce fait elle est peu fréquentée et son délaissement rend ses côtes non entretenues, voire polluées, entre autres, par les rejets divers de l'océan.
La zone est depuis 2003 un site naturel protégé du Conservatoire du littoral.

## Histoire
Des fouilles archéologiques ont démontré que la plage et ses alentours étaient un lieu de vie précolombien. Y ont été identifiés l'aménagement d'un appontement en pierre à coffrage continu et des vestiges d'un bâtiment. De même de nombreuses pierres sculptées ont été découverts, en particulier à l’embouchure de la rivière de la Ramée.
Les archéologues Henri et Denise Parisis sont les premiers à mettre en évidence l'importante de l'ensemble du site de La Ramée dont l'Habitation-Sucrerie La Ramée. Au niveau de la plage, deux murets orientés nord-est de respectivement 6,3 m et 3,57 m et épais de 0,3 m en pierre et mortier datant du dernier quart du XVIIIe siècle ont été étudiés.

## Galerie

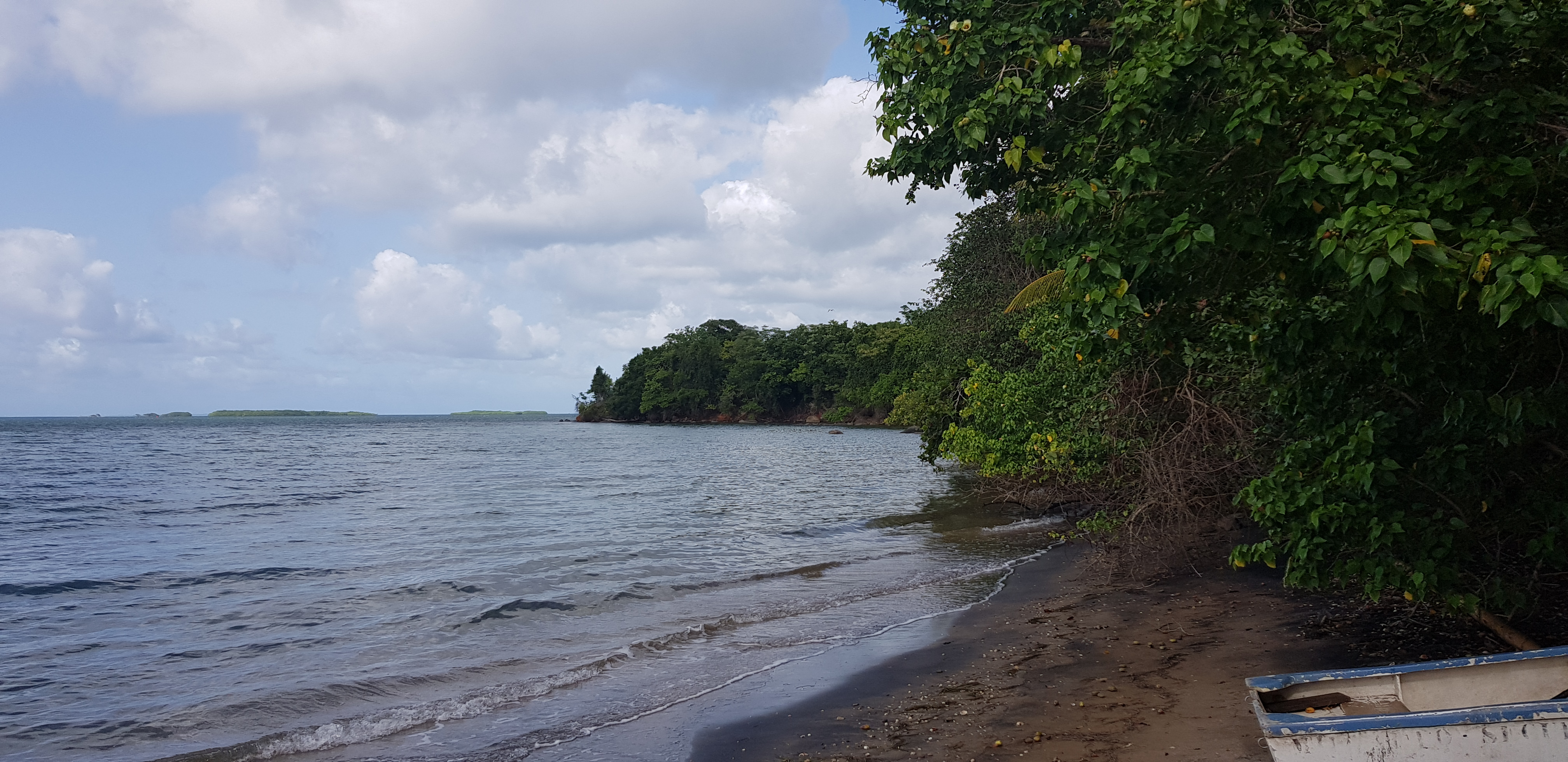
Vue de la pointe Caraïbe à partir de la plage de la Ramée
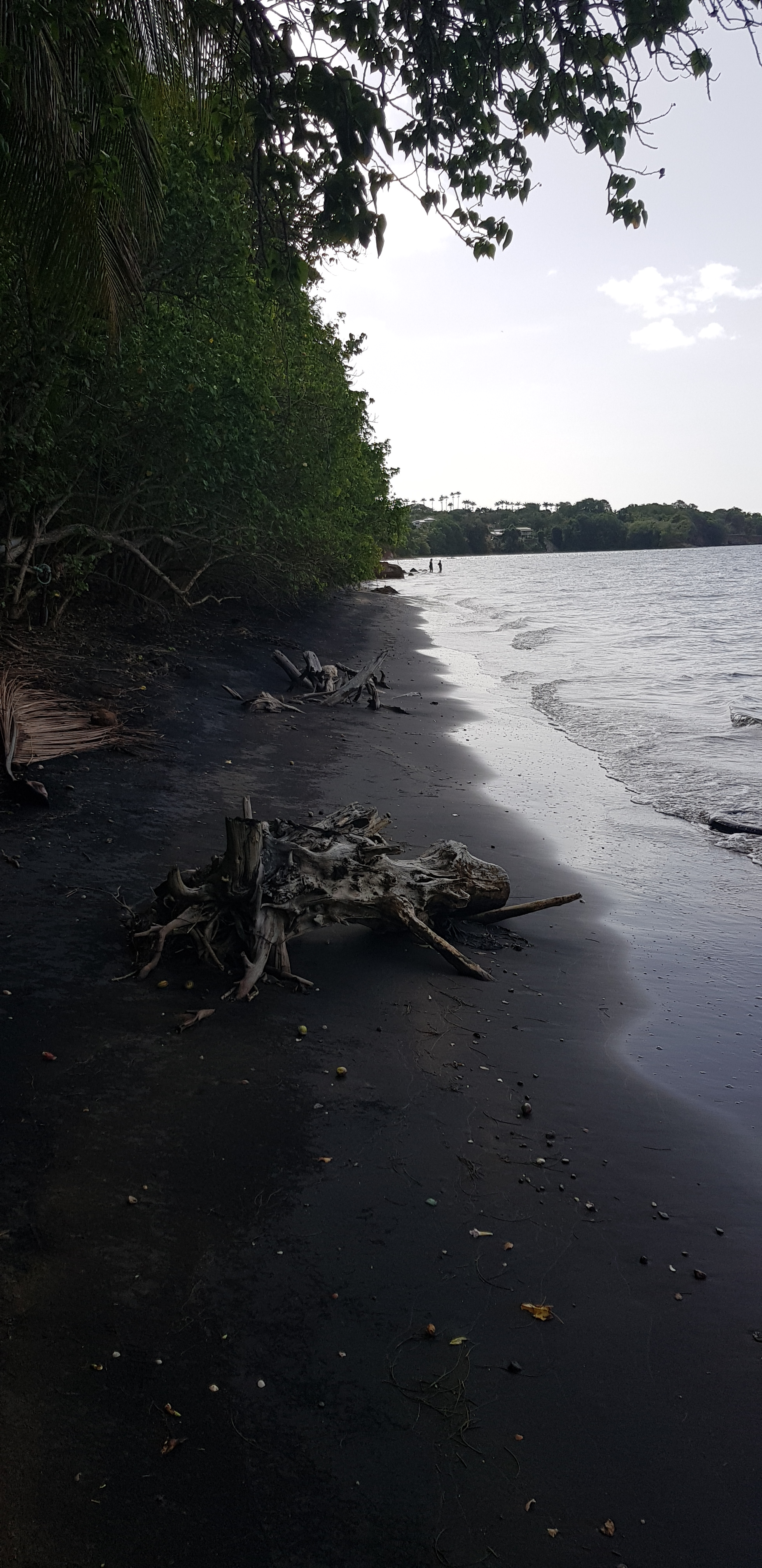
La plage
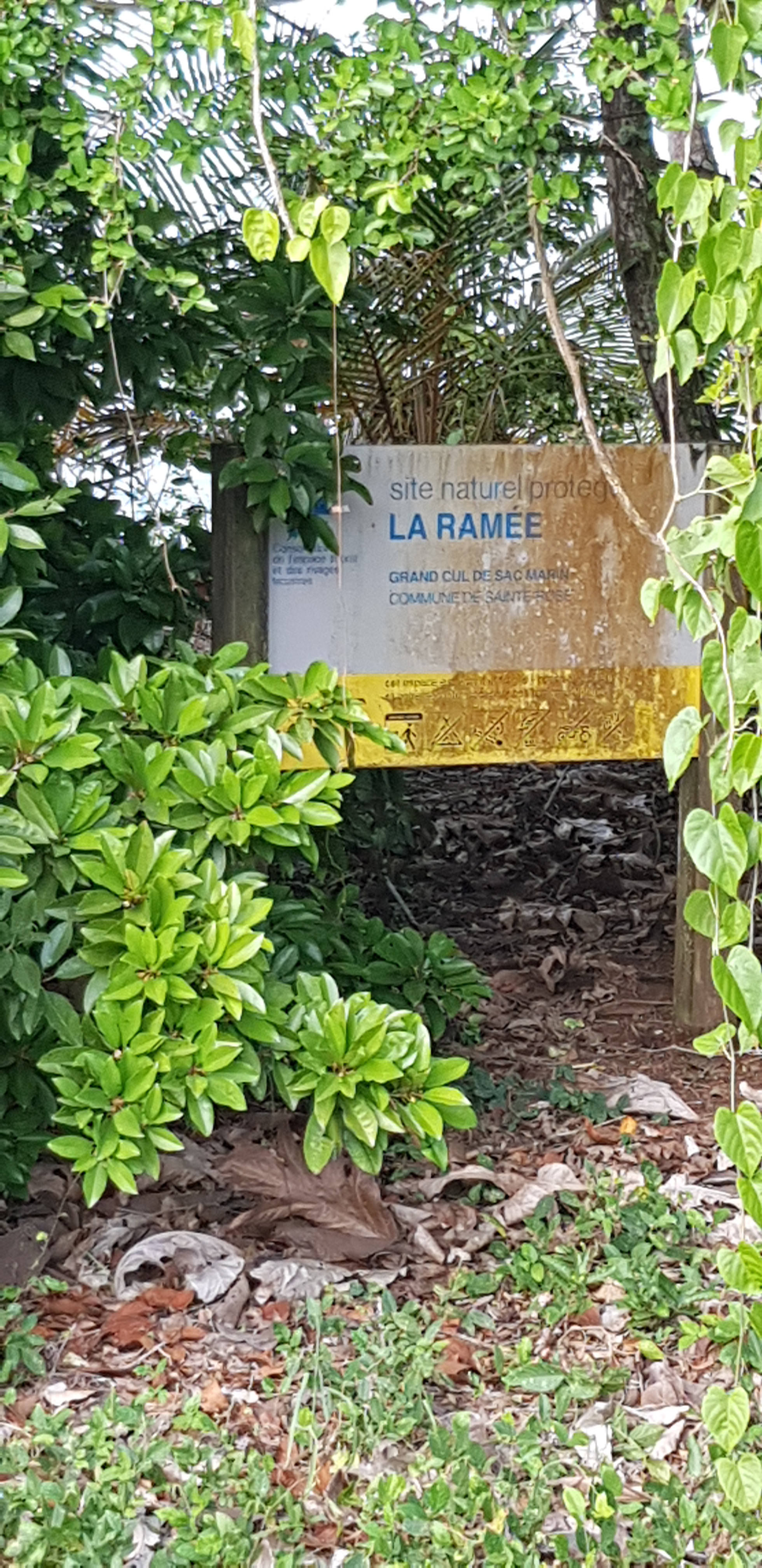
Panneau indiquant le site naturel protégé
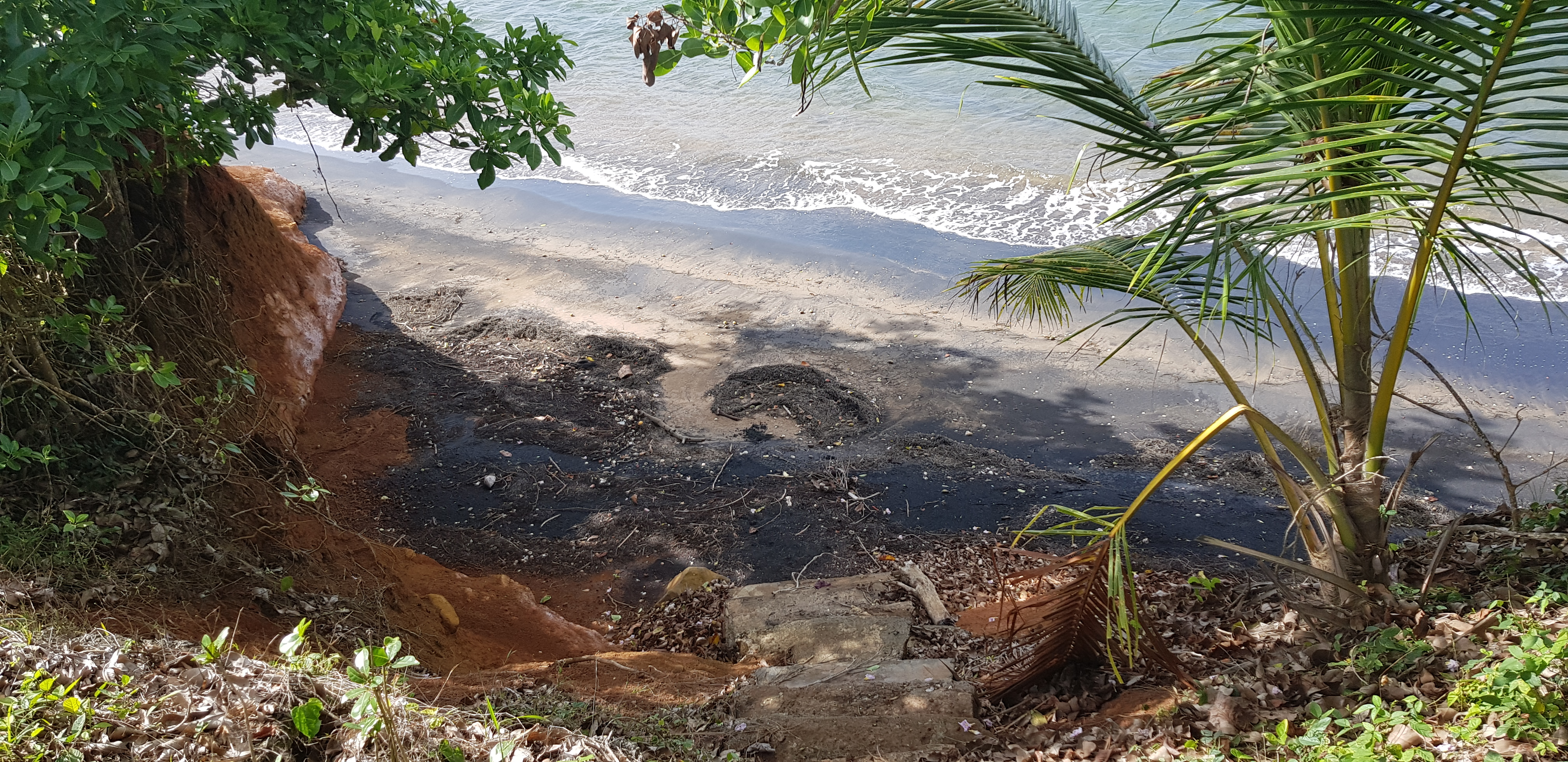
Escalier descendant à la plage
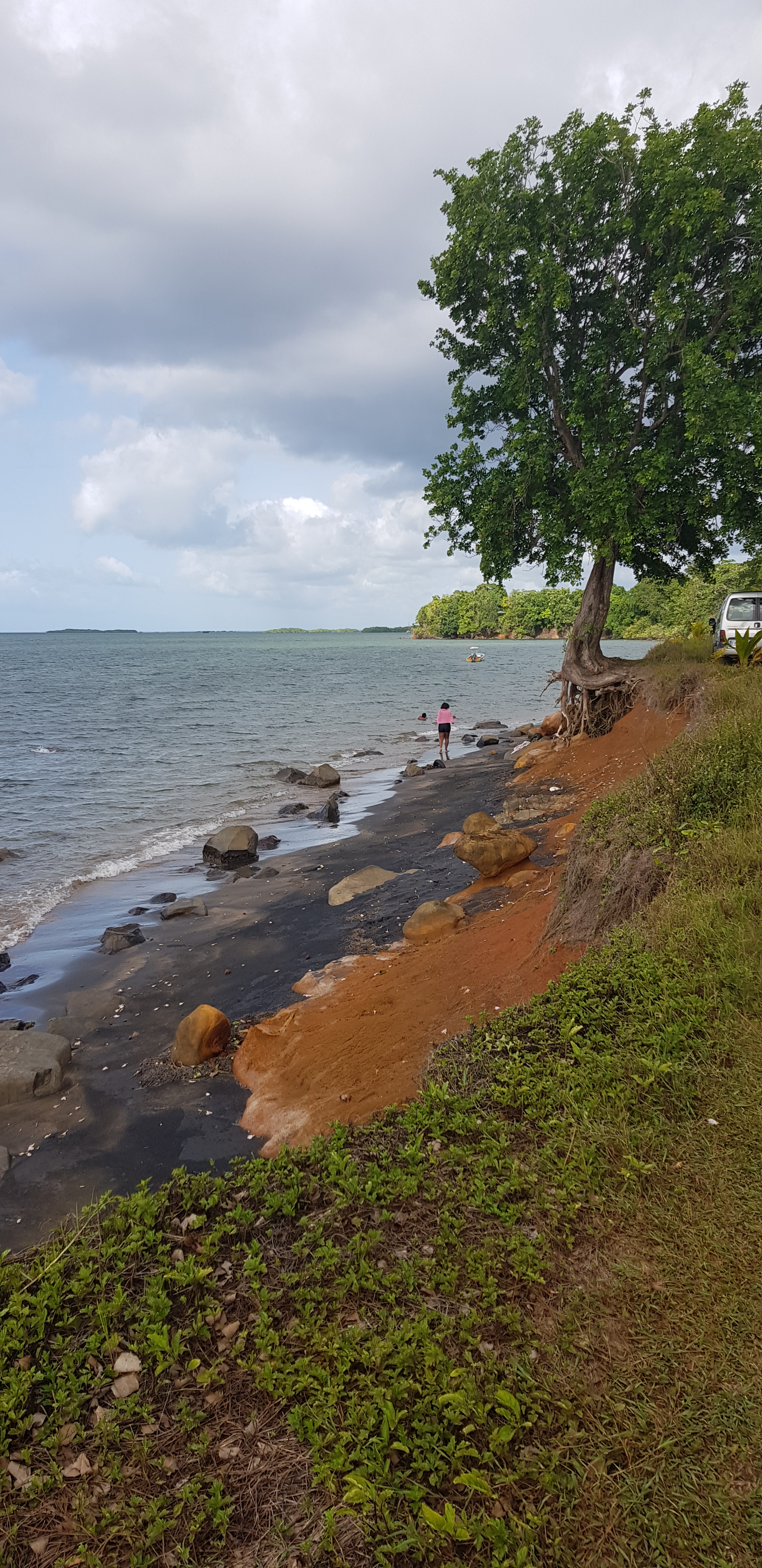
Plage de la Ramée, extrémité ouest